# Ebrahim Seifpur
Ebrahim Seifpur (Teherán, Irán, 3 de marzo de 1938) es un deportista iraní retirado especialista en lucha libre olímpica donde llegó a ser medallista de bronce olímpico en Roma 1960.

## Carrera deportiva
En los Juegos Olímpicos de 1960 celebrados en Roma ganó la medalla de bronce en lucha libre olímpica estilo peso mosca, tras el luchador turco Ahmet Bilek (oro) y el japonés Masayuki Matsubara (plata).